# Luke Dillon, IV barone Clonbrock
Luke Gerald Dillon, IV barone Clonbrock (Tuam, 10 marzo 1834 – Londra, 12 maggio 1917), è stato un imprenditore britannico.

## Biografia
Apparteneva a una famiglia della piccola nobiltà anglicana irlandese, anche se la sua famiglia era originaria del Surrey. Dopo aver studiato all'Istituto Agricolo di Tuam, il barone Clonbrock si laureò in scienze politiche all'Università di Oxford e fondò a Londra, con alcuni amici, una società e si fece assumere come sovraintendente delle terre di un aristocratico dell'Ulster. Durante un viaggio a Lough Mask conobbe il celebre Boycott e studiò insieme a questi il programma delle "3 F", che risultò molto dannoso per i contadini irlandesi, tanto che Boycott dovette fuggire dall'Irlanda con una scorta armata, mentre Dillon si ritirò nelle sue terre.
Sotto il modello di George Hudson, decise di investire tutto il suo capitale nella ferrovia che andava da Belfast a Dublino, avendo un successo enorme che gli permise di essere annoverato tra i maggiori imprenditori britannici. Gran parte dei soldi ricavati venne dedicata all'acquisto di ampie estensioni di terreno nel Connaught, nelle quali Dillon mise in pratica le nuovissime scoperte della seconda rivoluzione agricola, rendendole tra le più feconde dell'Irlanda. Il barone Clonbrock fu High Sheriff della contea di Galway e cavaliere dell'Ordine di San Patrizio.

## Ascendenza
|                                     |                                        |                                          | Genitori                                   |  |  | Nonni |  |  | Bisnonni                          |  |  | Trisnonni   |  |
|                                     |                                        |                                          |                                            |  |  |       |  |  | Robert Dillon, I barone Clonbrock |  |  | Luke Dillon |  |
|                                     |                                        |                                          |                                            |  |  |       |  |  | Robert Dillon, I barone Clonbrock |  |  | Luke Dillon |  |
|                                     |                                        | Bridget Kelly                            |                                            |  |  |       |  |  | Robert Dillon, I barone Clonbrock |  |  |             |  |
| Luke Dillon, II barone Clonbrock    |                                        |                                          |                                            |  |  |       |  |  | Robert Dillon, I barone Clonbrock |  |  |             |  |
|                                     |                                        | Letitia Greene                           | John Greene                                |  |  |       |  |  |                                   |  |  |             |  |
|                                     |                                        | Letitia Greene                           | John Greene                                |  |  |       |  |  |                                   |  |  |             |  |
|                                     |                                        | Letitia Greene                           | Catherine Toler                            |  |  |       |  |  |                                   |  |  |             |  |
| Robert Dillon, III barone Clonbrock |                                        | Letitia Greene                           |                                            |  |  |       |  |  |                                   |  |  |             |  |
|                                     |                                        | Joseph Henry Blake, I barone Wallscourt  | Joseph Blake                               |  |  |       |  |  |                                   |  |  |             |  |
|                                     |                                        | Joseph Henry Blake, I barone Wallscourt  | Joseph Blake                               |  |  |       |  |  |                                   |  |  |             |  |
|                                     |                                        | Joseph Henry Blake, I barone Wallscourt  | Honoria Daly                               |  |  |       |  |  |                                   |  |  |             |  |
| hon. Anastasia Blake                |                                        | Joseph Henry Blake, I barone Wallscourt  |                                            |  |  |       |  |  |                                   |  |  |             |  |
|                                     |                                        | lady Louise Catharine Mary Bermingham    | Thomas Bermingham, I conte di Louth        |  |  |       |  |  |                                   |  |  |             |  |
|                                     |                                        | lady Louise Catharine Mary Bermingham    | Thomas Bermingham, I conte di Louth        |  |  |       |  |  |                                   |  |  |             |  |
|                                     |                                        | lady Louise Catharine Mary Bermingham    | Margaret Daly                              |  |  |       |  |  |                                   |  |  |             |  |
| Luke Dillon, IV barone Clonbrock    |                                        | lady Louise Catharine Mary Bermingham    |                                            |  |  |       |  |  |                                   |  |  |             |  |
|                                     | George Spencer, IV duca di Marlborough | Charles Spencer, III duca di Marlborough |                                            |  |  |       |  |  |                                   |  |  |             |  |
|                                     | George Spencer, IV duca di Marlborough | Charles Spencer, III duca di Marlborough |                                            |  |  |       |  |  |                                   |  |  |             |  |
|                                     | George Spencer, IV duca di Marlborough | hon. Elizabeth Trevor                    |                                            |  |  |       |  |  |                                   |  |  |             |  |
| Francis Spencer, I barone Churchill | George Spencer, IV duca di Marlborough |                                          |                                            |  |  |       |  |  |                                   |  |  |             |  |
|                                     |                                        | lady Caroline Russell                    | John Russell, IV duca di Bedford           |  |  |       |  |  |                                   |  |  |             |  |
|                                     |                                        | lady Caroline Russell                    | John Russell, IV duca di Bedford           |  |  |       |  |  |                                   |  |  |             |  |
|                                     |                                        | lady Caroline Russell                    | lady Gertrude Leveson-Gower                |  |  |       |  |  |                                   |  |  |             |  |
| hon. Caroline Elizabeth Spencer     |                                        | lady Caroline Russell                    |                                            |  |  |       |  |  |                                   |  |  |             |  |
|                                     |                                        | Augustus FitzRoy, III duca di Grafton    | lord Augustus FitzRoy                      |  |  |       |  |  |                                   |  |  |             |  |
|                                     |                                        | Augustus FitzRoy, III duca di Grafton    | lord Augustus FitzRoy                      |  |  |       |  |  |                                   |  |  |             |  |
|                                     |                                        | Augustus FitzRoy, III duca di Grafton    | Elizabeth Cosby                            |  |  |       |  |  |                                   |  |  |             |  |
| lady Frances FitzRoy                |                                        | Augustus FitzRoy, III duca di Grafton    |                                            |  |  |       |  |  |                                   |  |  |             |  |
|                                     |                                        | Elizabeth Wrottesley                     | rev. sir Richard Wrottesley, VII baronetto |  |  |       |  |  |                                   |  |  |             |  |
|                                     |                                        | Elizabeth Wrottesley                     | rev. sir Richard Wrottesley, VII baronetto |  |  |       |  |  |                                   |  |  |             |  |
|                                     |                                        | Elizabeth Wrottesley                     | lady Mary Leveson-Gower                    |  |  |       |  |  |                                   |  |  |             |  |
|                                     |                                        | Elizabeth Wrottesley                     |                                            |  |  |       |  |  |                                   |  |  |             |  |